# Dindenko
Dindenko est une localité et une commune rurale malienne, située dans le pays de la Kaarta, l'arrondissement de Kourouninkoto dans le cercle de Séféto et la région de Kita.

## Villages
La commune s'étend sur 7 localités relevées lors du recensement général de 2009. 
Les villages les plus peuplés sont :
- Faréna (2 686 habitants) ;
- Guétala (2 016 habitants) ;
- Séroumé (1 508 habitants).

Le village chef-lieu communal Dindenko compte 1 183 habitants.